# Gerde
Gerde é uma comuna francesa na região administrativa de Occitânia, no departamento dos Altos Pirenéus. Estende-se por uma área de 6,93 km². Em 2010 a comuna tinha 1 163 habitantes (densidade: 167,8 hab./km²).